# Gotaleden
Gotaleden (tidigare Götaleden) är en 71 kilometer lång vandringsled för friluftsliv mellan Göteborg och Alingsås, motorvägen mellan städerna är 48 km. Gotaleden består av 9 etapper med vandring i skog, längs sjöar och natur. Leden sträcker sig från Kungsportsplatsen i Göteborg till Lilla Torget i Alingsås. Vid flera platser längs leden passerar man järnvägsstationer som trafikeras av Göteborgs pendeltåg, vilket gör det lätt att ta sig till/från leden.

## Delsträckor
- Göteborg - Skatås
- Skatås - Kåsjön
- Kåsjön – Jonsered
- Jonsered – Lerum
- Lerum – Floda
- Floda – Tollered
- Tollered – Norsesund
- Norsesund – Västerbodarna
- Västerbodarna – Alingsås

## Bilder

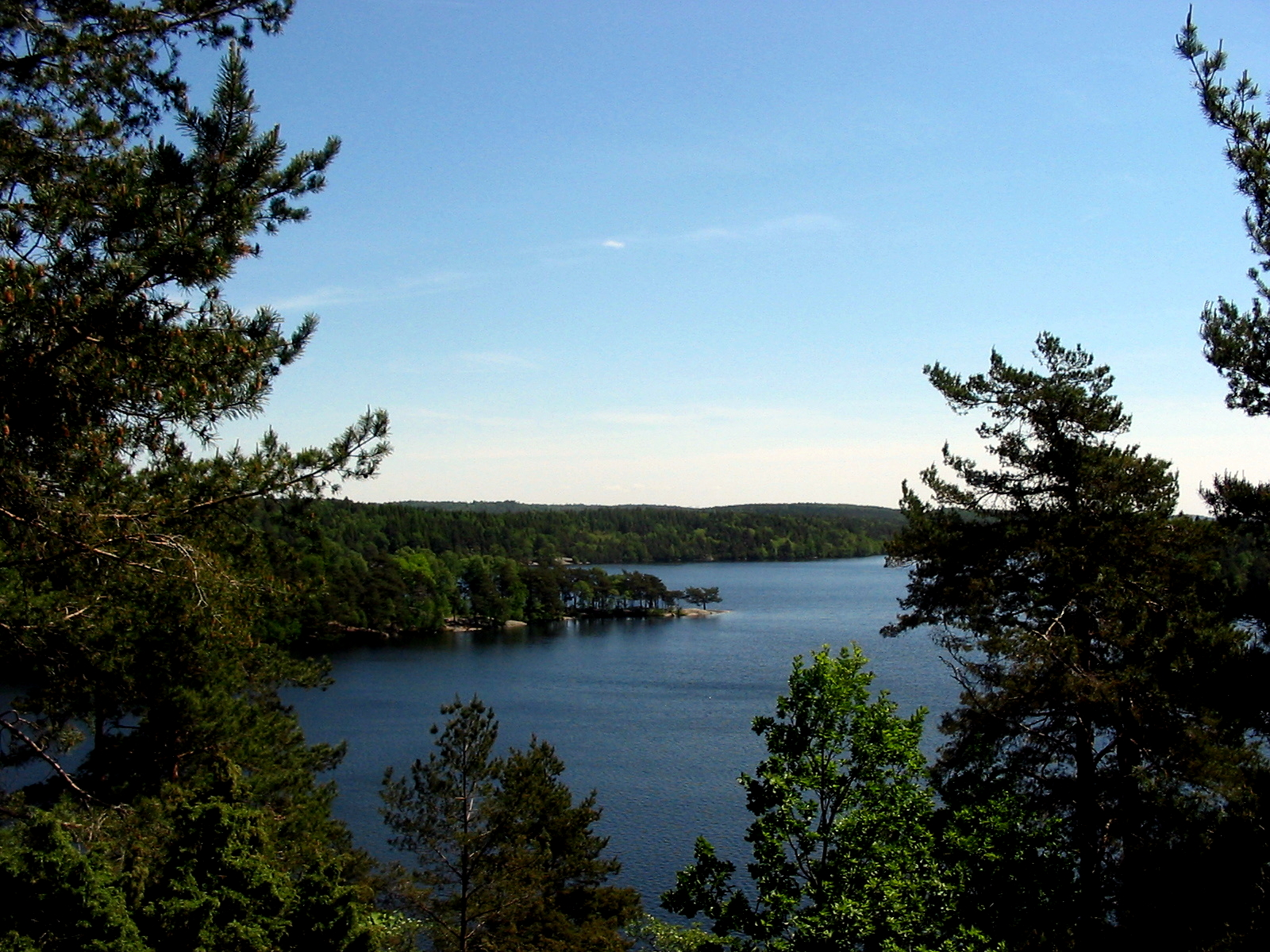
Skatås
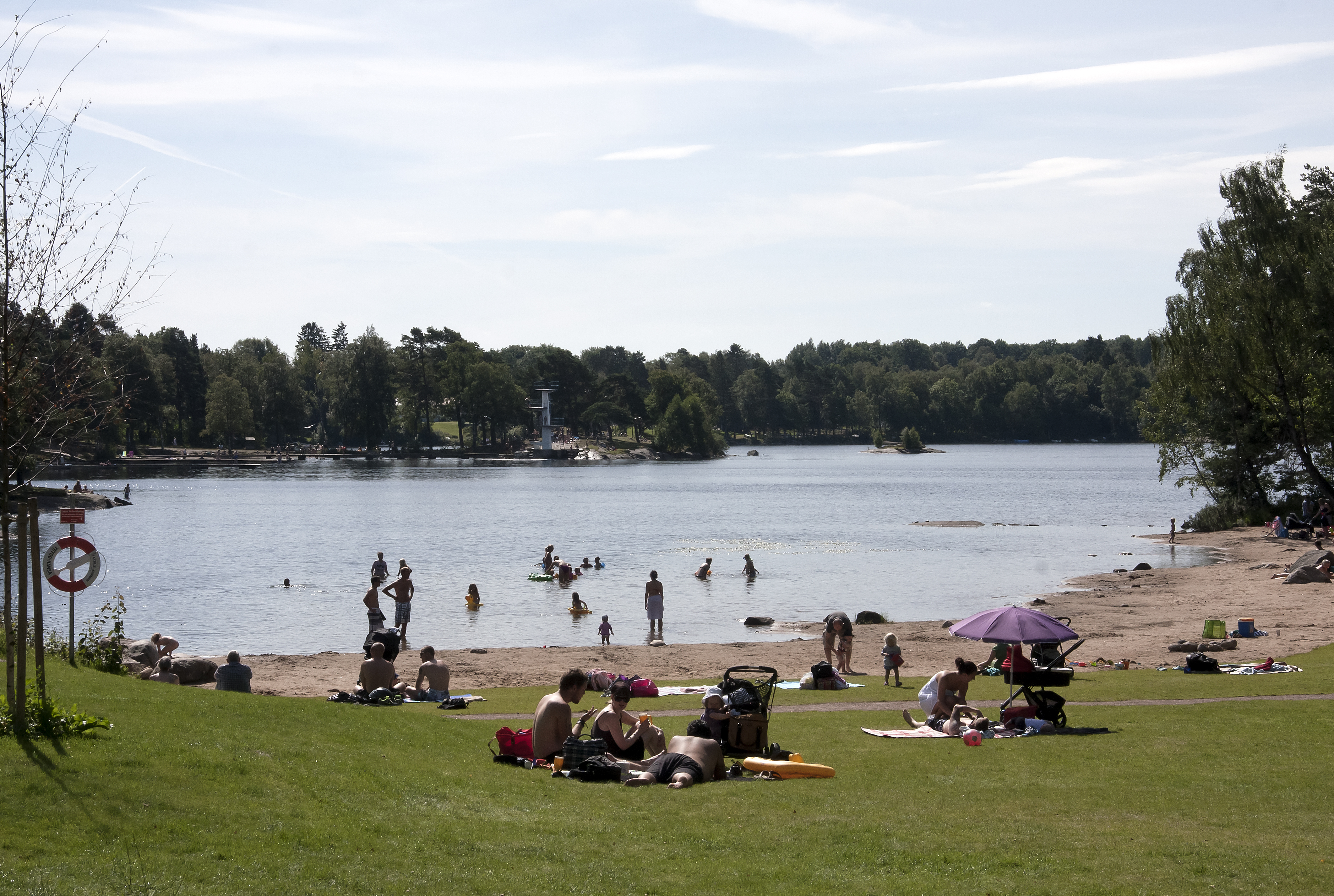
Kåsjön
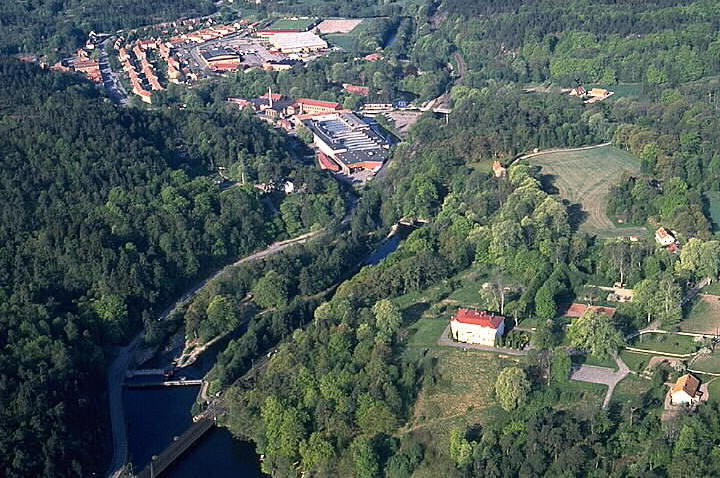
Jonsered
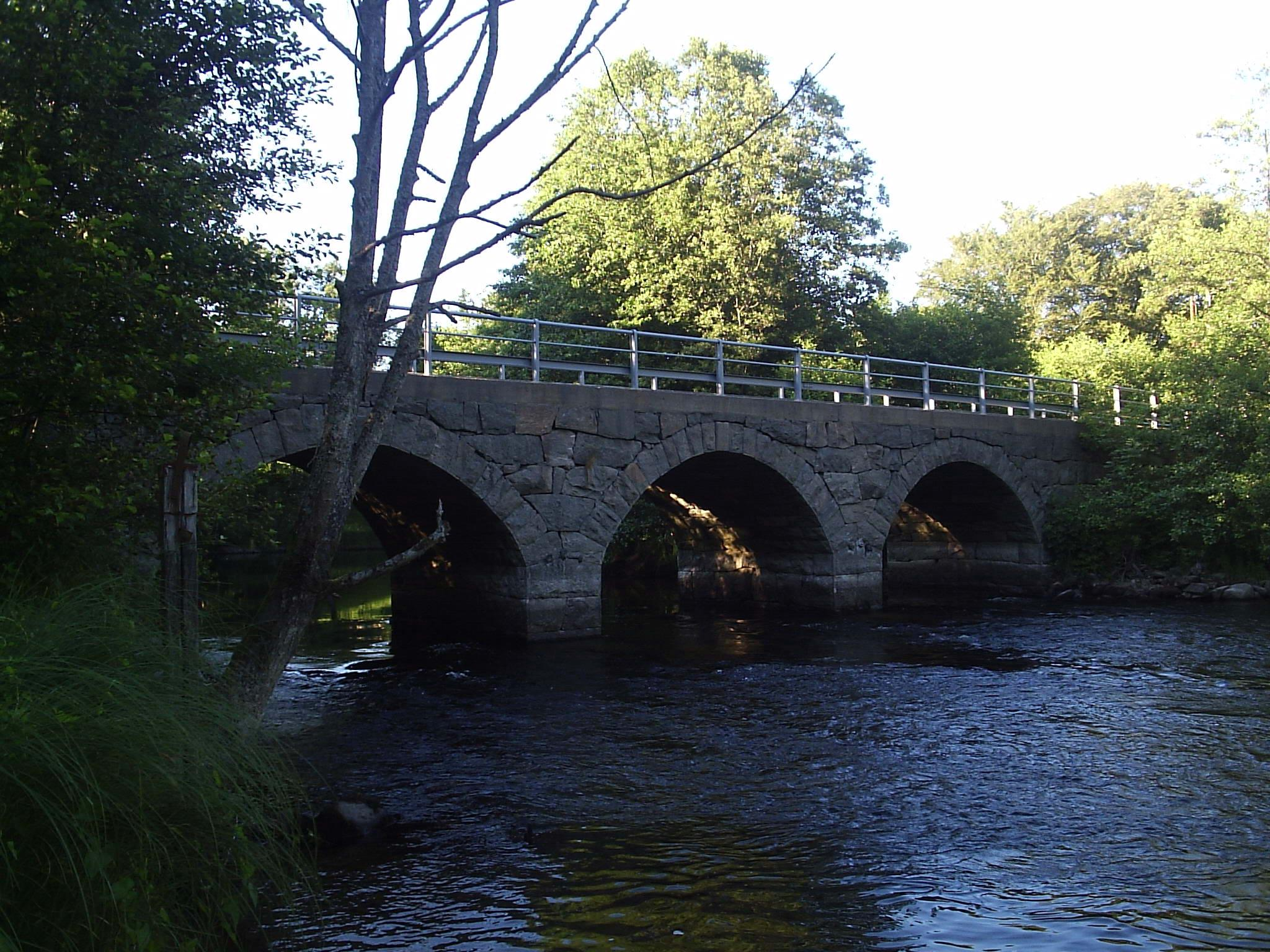
Lerum
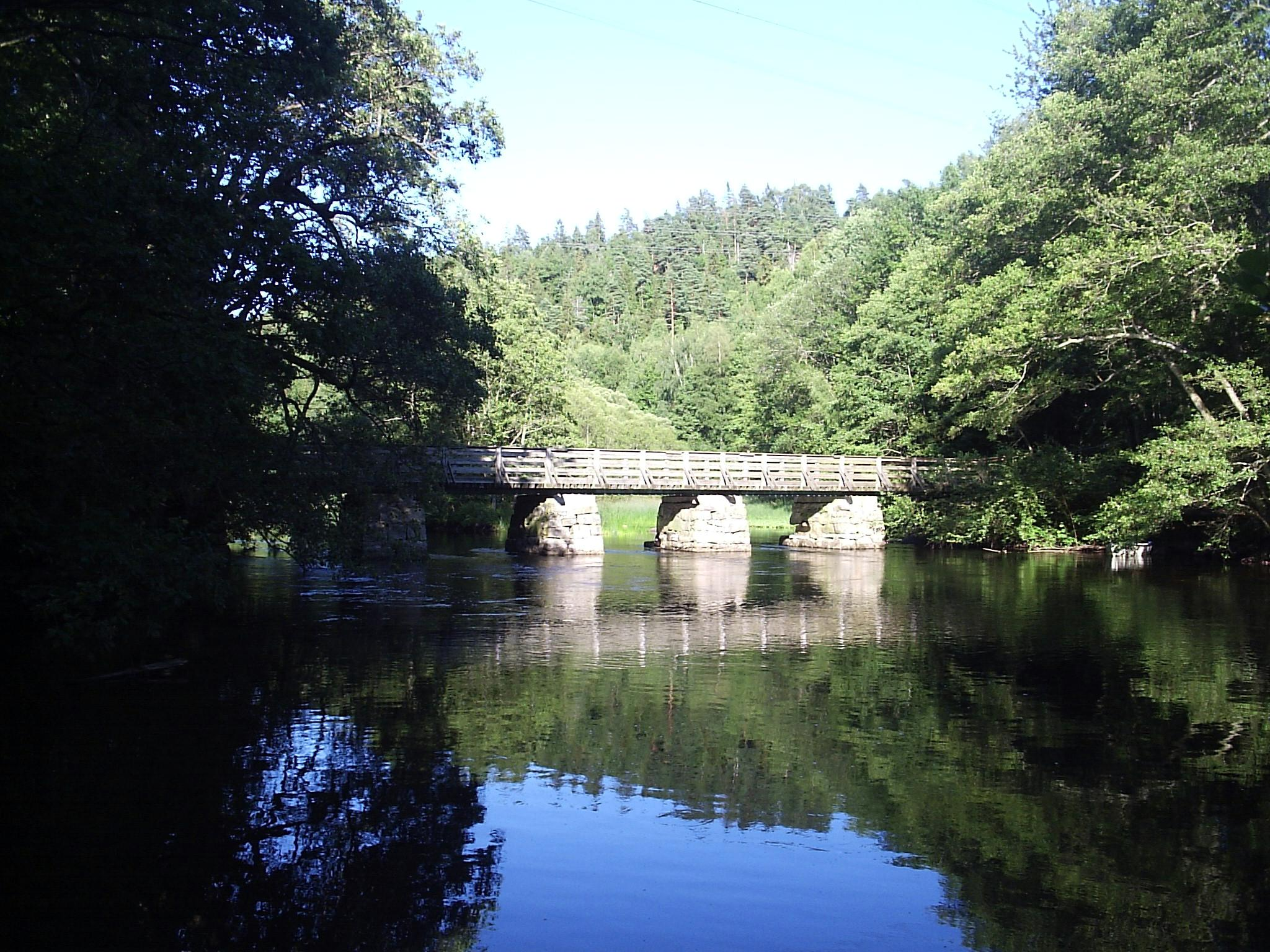
Floda
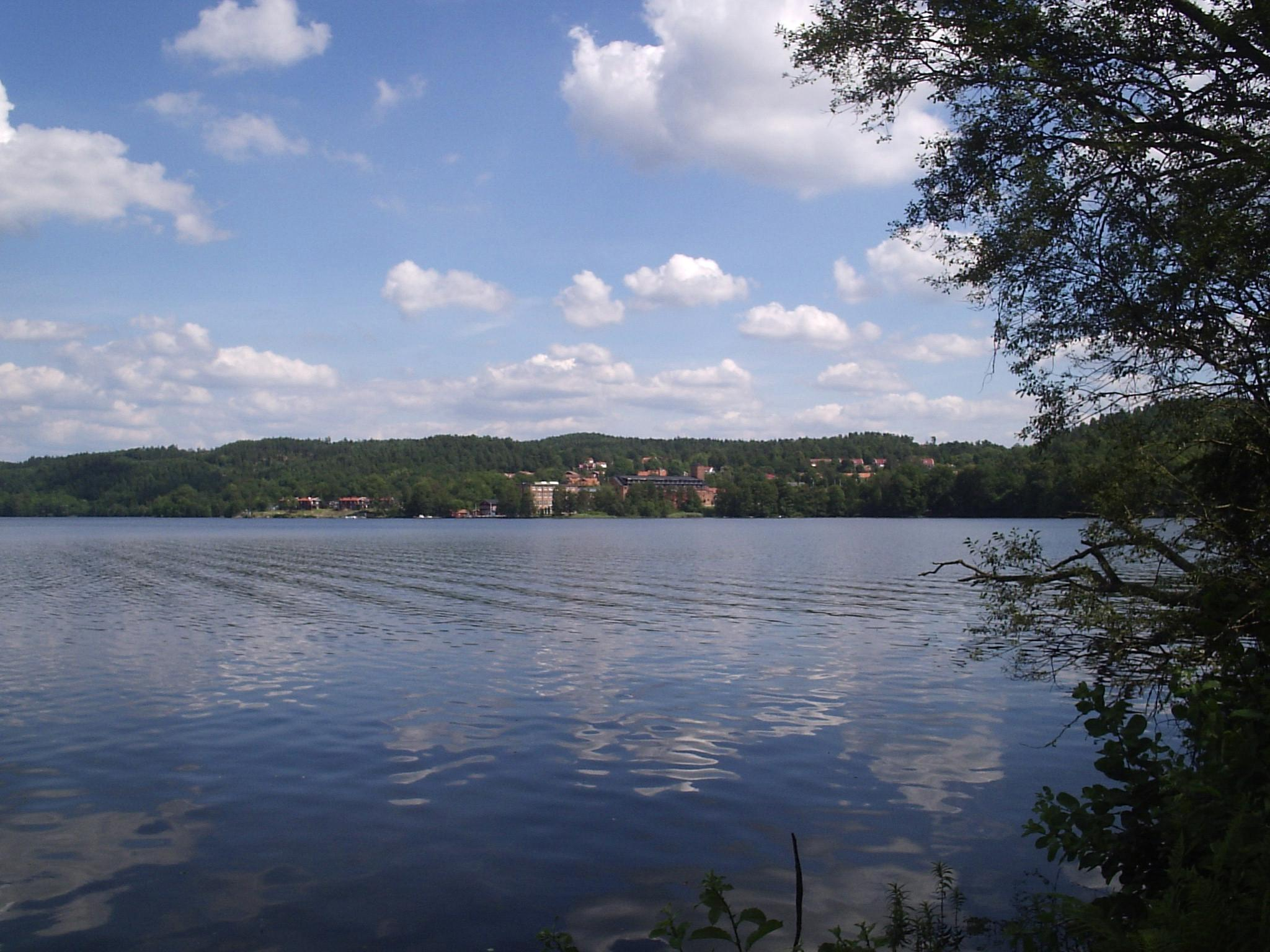
Tollered
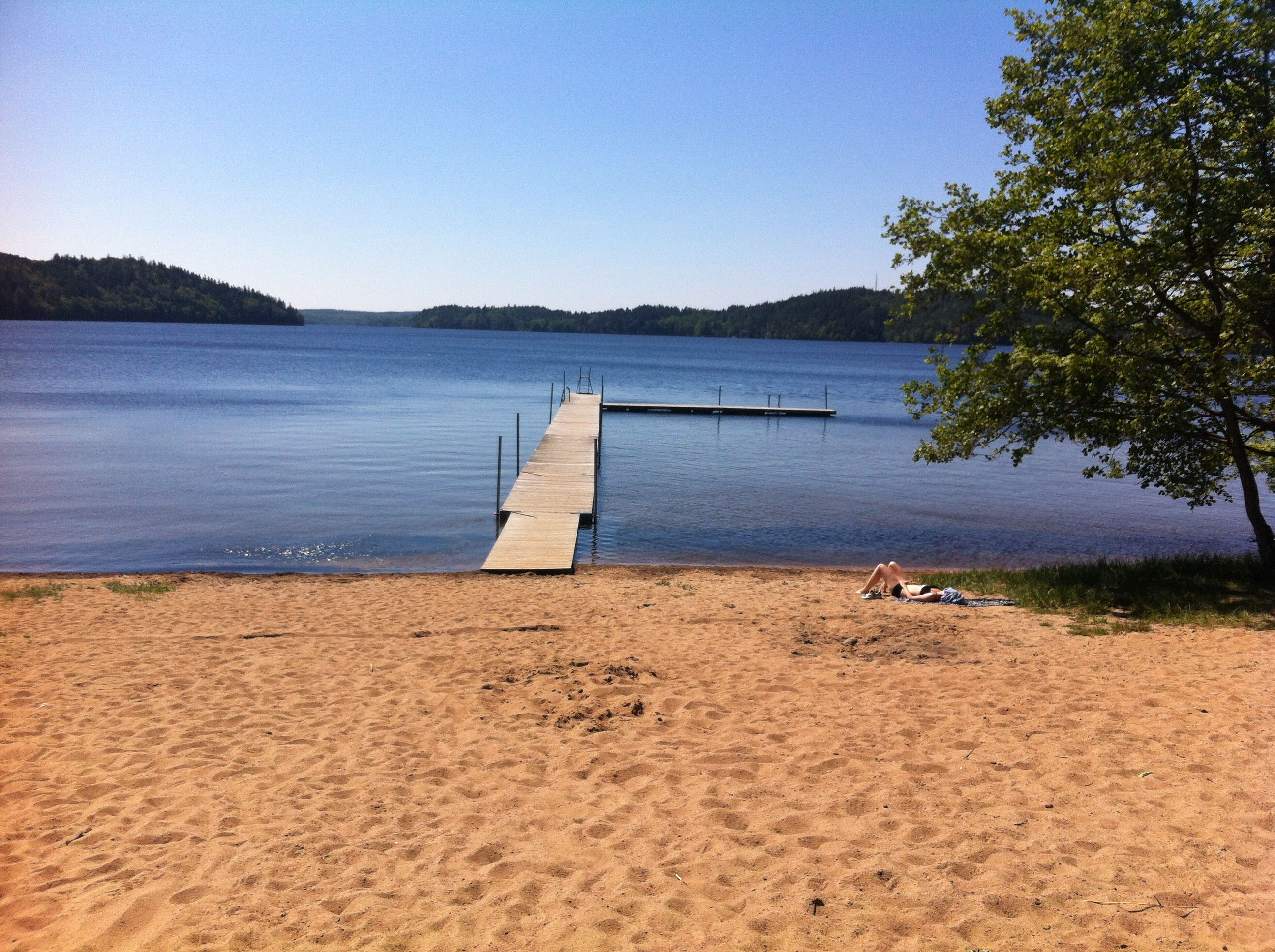
Ingared
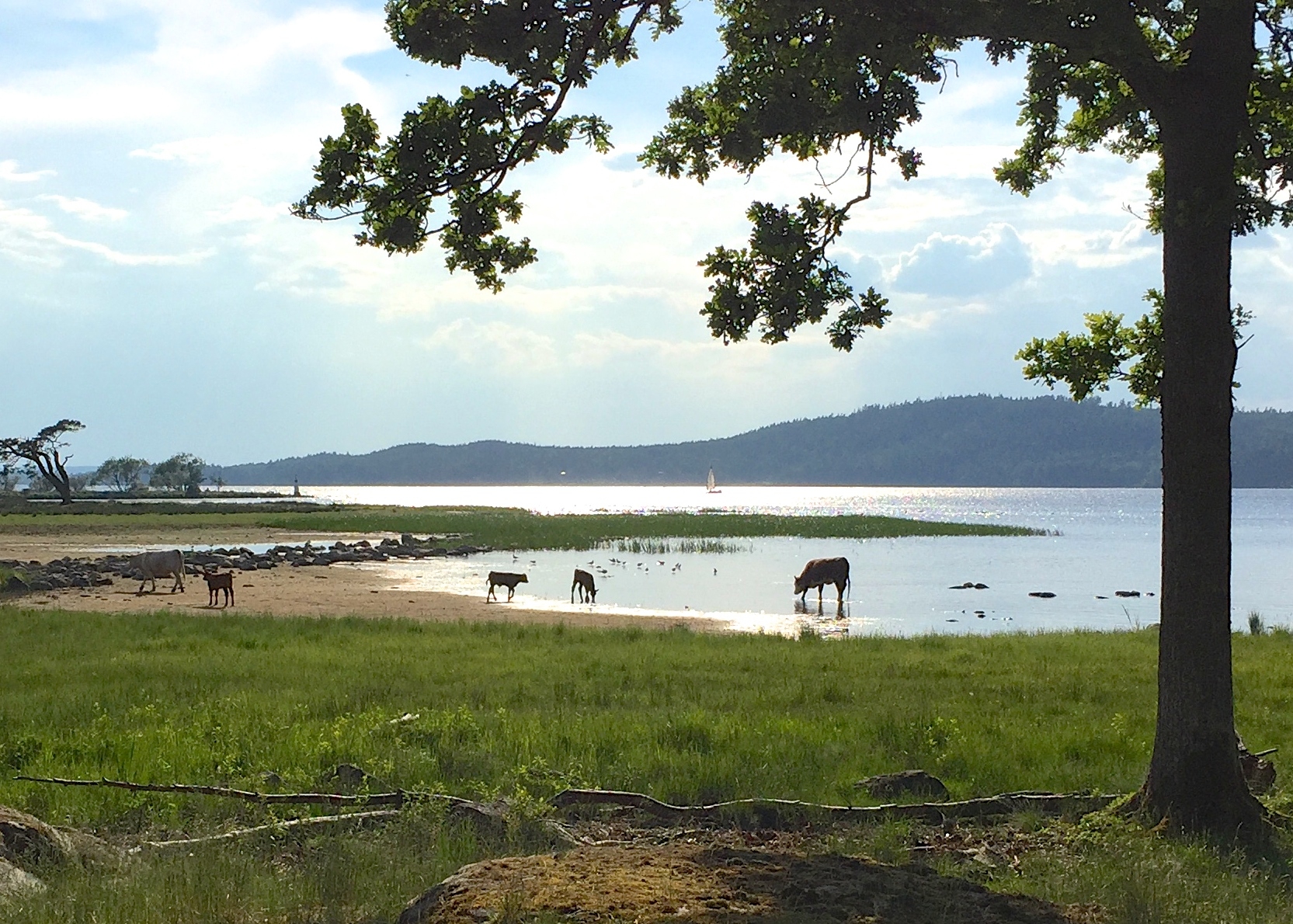
Mjörn